# Янтык (деревня)
 Янтык — деревня в Тюменском районе Тюменской области России. Входит в состав Каскаринского муниципального образования.

## География
Деревня находится на юго-западе Тюменской области, в пределах юго-западной части Западно-Сибирской низменности,на берегу озера Янтыково, на расстоянии примерно 54 километров к северо-востоку от города Тюмени. Абсолютная высота — 45 метров над уровнем моря., вокруг деревни 20 озер

### Климат
Климат резко континентальный, с холодной продолжительной зимой и тёплым относительно коротким летом. Среднегодовая температура — 0,7 °C. Средняя температура воздуха самого холодного месяца (января) — −17,2 °C (абсолютный минимум — −46 °C); самого тёплого месяца (июля) — 17,8 °C (абсолютный максимум — 39 °С). Безморозный период длится 121 день. Среднегодовое количество атмосферных осадков составляет 470 мм, из которых 365 мм выпадает в тёплый период. Продолжительность залегания снежного покрова составляет в среднем 151 день.

### Часовой пояс
Деревня Янтык, как и вся Тюменская область, находится в часовой зоне МСК+2. Смещение применяемого времени относительно UTC составляет +5:00.

## Население
| 2010 |
| ---- |
| 645  |

## Инфраструктура
В деревне 10 улиц: 1-й переулок, Г.Тукая улица, Школьная улица, Молодёжная улица, улица Б.Сулейманова, Северная улица, Озерная улица, Озерный переулок, улица М.Джалиля, Лесная улица 
В деревне также имеется: школа, дворец культуры, пожарный пост, ФАП, 3 магазина, памятник участникам ВОВ. 
Социальные нужды: газ, водопровод, электроэнергия, связь, все улицы полностью асфальтированы.

## Достопримечательности
Памятник участникам Великой Отечественной войны, Дворец культуры, Мечеть, Озеро Янтык